# Paul Féval padre
Paul Henri Corentin Féval, detto anche Féval padre (Rennes, 29 settembre 1816 – Parigi, 8 marzo 1887), è stato uno scrittore francese.

## Biografia
Il padre, cattolico e monarchico, originario di Troyes, era consigliere del tribunale, mentre la madre Jeanne-Joséphine-Renée Le Baron, era una bretone dei dintorni di Redon. Le entrate erano appena sufficienti per mantenere i cinque figli e quando il padre muore nel 1827, Paul entrò nel Collège de France, trascorrendo le estati dallo zio, il marchese di Careil, a Cournon. 
Licenziato nel 1833, iniziò studi di diritto, laureandosi nell'Università di Rennes e divenendo avvocato nel 1836, ma abbandonò la professione legale dopo aver perso una causa. Nell'agosto del 1837 si trasferì a Parigi, lavorando come impiegato presso uno zio banchiere, senza però avere alcun interesse per questo lavoro, tanto che lo zio finì per licenziarlo. Appassionato alla letteratura, scriveva libri che regolarmente erano rifiutati dagli editori, mentre si manteneva con lavori di poco conto.
Grazie a una raccomandazione, venne introdotto nei circoli monarchici: il Club des phoques fu il suo primo romanzo pubblicato nel 1841 nella «Revue de Paris». Notato da Anténor Joly, direttore de «L'Époque», ricevette l'incarico di scrivere un romanzo sul genere de I misteri di Parigi di Eugène Sue: con lo pseudonimo di sir Francis Trolopp uscirono così a puntate, dal 1843, i Mystères de Londres, che ebbero un notevole successo, procurando grande fama a Féval.
Seguono altri feuilleton: Le Capitaine Spartacus, Les Chevaliers du Firmament, Le Loup Blanc. I romanzi di Féval, che hanno per protagonisti personaggi che lottano contro le ingiustizie e le prepotenze dei privilegiati, erano involontariamente in sintonia con gli ideali sociali radicali della Rivoluzione francese del 1848, in realtà detestata dal reazionario Féval, il quale decise pertanto di mutare indirizzo alla sua produzione letteraria, privilegiando il genere della cappa e spada. Uscirono così Le Bossu, Le cavalier Fortune, Le Capitaine fantôm e anche romanzi del fantastico, come La Vampire e Le Chevalier Ténèbre. 
Nel 1854 sposò la figlia del proprio medico, Marie Pénoyée, dalla quale avrà otto figli, tra i quali, nel 1860, Paul Auguste, futuro scrittore come il padre. Nel 1863 Féval conobbe e divenne amico di Dickens e nel 1870, alla sconfitta francese di fronte alla Prussia e all'instaurazione della Comune, lasciò Parigi per stabilirsi per qualche tempo a Rennes.
Negli ultimi anni la sua popolarità andò scemando e per due volte non fu ammesso all'Académie française. Scrittore prolifico, la sua opera comprende più di 200 titoli.
Su iniziativa della pronipote Suzanne Lacaille, la Société des gens de lettres, in omaggio al romanziere che fu suo presidente nel 1867, ha creato nel 1984 il Grand Prix Paul-Féval de littérature populaire.

## Opere
- Le Club des phoques, 1841
- Les Mystères de Londres, 1843
- Le Capitaine Spartacus, 1843
- Les Chevaliers du Firmament, 1843
- Le Loup Blanc, 1843
- Les Aventures d'un émigré, 1844
- Les Amours de Paris, 1845
- La Quittance de minuit, 1846
- Le Fils du diable, 1846
- Le Château de Croïat, 1848
- Les Belles de nuit, 1850
- La Fée des Grèves, 1850
- Beau démon, 1850
- Le Capitaine Simon, 1851
- Les nuits de Paris, 1852
- Les Tribunaux secrets, 1852
- La Louve, 1855
- L'Homme de fer, 1855

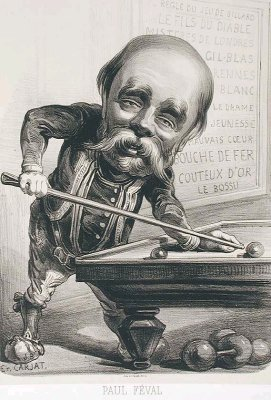
Disegno caricaturale di Paul Féval realizzata Étienne Carjat

- Madame Gil Blas ou les Mémoires d'une femme de notre temps, 1856
- Les Couteaux d'or, 1856
- Les Compagnons du silence, 1857
- Le Bossu, 1858
- Le Roi des gueux, 1859
- Le Capitaine fantôme, 1862
- Valentine de Rohan, 1862
- Le Poisson d'or, 1863
- Les Habits noirs, 1863
- La Cavalière, 1865
- La Vampire, 1865
- La Ville Vampire, 1867
- Le Cavalier Fortune, 1868
- Le Quai de la ferraille, 1869
- Le Chevalier de Keramour, 1873
- Les Cinq, 1875
- La Première aventure de Corentin Quimper, 1876
- Châteaupauvre. Voyage de découverte dans les Côtes-du-Nord, 1876
- Le Dernier chevalier, 1877